# Boris Nikitin
Boris Nikitin (* 11. August 1979 in Basel) ist ein schweizerischer Theaterregisseur und -kurator.

## Leben
Den russischen Nachnamen hat er von seinem Vater, der halb russischer, halb französischer Herkunft und Naturwissenschaftler ist. Nikitin wuchs in seiner Geburtsstadt Basel auf und begeisterte sich als Gymnasiast zunächst mehr für den Film als für das Theater. Am Stadttheater Basel hatte er seine ersten Hospitanzen. Für die Zürcher Produktion „Berlin Alexanderplatz“ hospitierte er 2001 bei Regisseur Frank Castorf. In der ersten Spielzeit der Nebenspielstätte „Prater“ der Berliner Volksbühne unter der Leitung von René Pollesch war er als Regieassistent tätig.
Von 2002 bis 2008 absolvierte Nikitin ein Studium am Institut für Angewandte Theaterwissenschaft an der Justus-Liebig-Universität Gießen. Die Projektarbeit dort geschieht überwiegend im Kollektiv. Seine erste wirklich eigene Regiearbeit „Woyzeck“ aus dem Jahr 2007 bekam 2008 den Jury-Preis des 100 Grad Festivals im Hebbel am Ufer Berlin. Die Produktion wurde im gleichen Jahr von der Wettbewerbs-Jury des Körber Studio Junge Regie nach Hamburg eingeladen.
Seine Diplominszenierung F wie Fälschung wurde ebenso wie die „Woyzeck“-Performance 2009 als Finalist der besten zehn Off-Theater-Produktionen beim internationalen Theaterfestival "Impulse" eingeladen. Dort erhielt F wie Fälschung als Produktion des Festival Plateaux beim Mousonturm in Frankfurt am Main 2009 den Dietmar N. Schmidt-Preis für die beste künstlerische Einzelleistung. Der Regisseur teilte sich den Erfolg mit Martin Scholz.
Seit 2010 lebt Nikitin wieder in Basel. Von dort aus produziert er seine Theaterprojekte u. a. mit freien Spielstätten wie der Kaserne Basel, dem HAU Berlin und dem Theaterhaus Gessnerallee Zürich. Projekte von ihm wie Imitation of Life (2009) waren international zu sehen, u. a. in Johannesburg, Kapstadt, im Sacharow-Zentrum in Moskau, in Stamsund und Zagreb. Des Weiteren übernahm der Theaterkurator Regieaufträge im gesamten deutschsprachigen Raum, etwa am Theater Freiburg und am Schauspielhaus Graz. Die Grazer Inszenierung „Der Fall Dorfrichter Adam“ erhielt 2011 eine Einladung zum Heidelberger Stückemarkt.
Mit Universal Export. Eine Reise in unser Gehirn entstand 2011 eine Performance für drei Schauspieler, die Nikitin in der Kaserne Basel selbst inszenierte. Der Mensch sei das sich selbst re-programmierende Wesen, zeigt das Stück.
Im April 2013 kamen im Rahmen des von Boris Nikitin kuratierten Festivals Basler Dokumentartage 13 in der Kaserne Basel sechs Tanz- und Theaterproduktionen zur Aufführung. Beiträge u. a. von Milo Rau (Breiviks Erklärung) oder She She Pop (Schubladen) firmierten unter dem Festivalmotto „It's The Real Thing“ und untersuchten in einem Abschluss-Symposium „den Blick des dokumentarischen Theaters auf die Wirklichkeit“.
Bereits während der Ausbildungsphase in Gießen hatte er wesentlichen Anteil an der Kuration des internationalen Nachwuchsfestivals für Theater/Tanz/Performance „diskurs“ (2005, 2007). In Basel organisierte er 2010 das Festival „Die Zeitmaschine 1980-2010 / 30 Jahre, 30 Künstler“ anlässlich des dreissigsten Jubiläums der Kaserne Basel.
Ein eigenes Stück mit dem programmatischen Titel Sei nicht du selbst! inszenierte der Theatermacher 2013 für das Schauspielhaus Graz. In der Auftragsinszenierung für den Steirischen Herbst geht es „um Identität, Authentizität und Präsenz“, die grossen Fragen des zeitgenössischen Theaters und Lebens. Die Inszenierung wurde prompt für das Schweizer Theatertreffen eingeladen. Sein Performance-Stück How to win friends & influence people inszenierte Nikitin 2014 für das Theater Freiburg als eine Art Predigt in einem Kircheninnenraum.
Beim Theatertreffen deutschsprachiger Schauspielstudierender verbunden mit dem 25. Wettbewerb zur Förderung des Schauspielnachwuchses sass Nikitin 2014 in der Jury.
Als Auftragsarbeit der Ruhrtriennale entstand die Musiktheater-Performance Sänger ohne Schatten, die ihre Uraufführung im August 2014 in der Maschinenhalle Zweckel in Gladbeck erlebte. Dabei spielten auf der Bühne Karan Armstrong (Sopran), Yosemeh Adjei (Countertenor), Christoph Homberger (Tenor) sowie Stefan Wirth (Klavier).
Ein Jahr nach dem Tod seines Vaters begann Nikitin 2017, die Geschichte von dessen ALS-Erkrankung einzufangen. Daraus entstand das 50-Minuten-Stück Versuch über das Sterben, eine Koproduktion mit der Kaserne Basel und der Gessnerallee Zürich. Bereits die vierte Ausgabe des von Nikitin kuratierten Festivals „It’s The Real Thing - Basler Dokumentartage“, die im April 2019 stattfand, hatte unter dem Leitbegriff „Theater der Verwundbarkeit“ gestanden.

## Auszeichnungen
- 2008: Jury-Preis des Festivals 100° Berlin, für Performance Woyzeck
- 2009: Einladung der Stücke 'F wie Fälschung' und 'Woyzeck" zum Festival Impulse
- 2009: Dietmar-N.-Schmidt-Preis des Off-Theater-Festivals Impulse, für Inszenierung F wie Fälschung
- 2011: Einladung zum Heidelberger Stückemarkt für Der Fall Dorfrichter Adam[2]
- 2016: Einladung der Arbeit Martin Luther Propagandastück zum Festival Impulse
- 2017: Einladung der Arbeit Hamlet zum Festival Impulse
- 2017: Jakob-Michael-Reinhold-Lenz-Preis für Dramatik der Stadt Jena für das bisherige Gesamtwerk
- 2020: Schweizer Theaterpreis
- 2021: Einladung zum Heidelberger Stückemarkt für Erste Staffel. 20 Jahre Grosser Bruder
- 2021: Einladung zu den Mülheimer Theatertagen für Erste Staffel. 20 Jahre Grosser Bruder
- 2023: Einladung der Arbeit Magda Toffler. Versuch über das Schweigen zum Festival Impulse